# (187707) Nandaxianlin
(187707) Nandaxianlin est un astéroïde de la ceinture principale.

## Description
(187707) Nandaxianlin est un astéroïde de la ceinture principale. Il fut découvert le 2 mars 2008 à XuYi par le programme de relevé astronomique d'objets géocroiseurs de l'observatoire de la Montagne Pourpre (PMO NEO). Il présente une orbite caractérisée par un demi-grand axe de 2,36 UA, une excentricité de 0,15 et une inclinaison de 7,6° par rapport à l'écliptique.

## Compléments